# Chtchougor
Le Chtchougor (en russe : Щугор) est une rivière de la Russie d'Europe septentrionale qui coule dans la république des Komis. C'est un affluent direct de la Petchora en rive droite.

## Géographie
Le Chtchougor prend naissance sur le versant ouest des monts Oural septentrionaux ou Oural polaire. 
Il se jette dans la Petchora en rive droite au niveau de la petite localité d'Oust-Chtchougor (de).
Le Chtchougor est habituellement pris par les glaces à partir de la fin du mois d'octobre ou du début du mois de novembre. Il reste gelé jusqu'à la fin du mois de mai, voire début juin.
La rivière dont l'ensemble du parcours se déroule dans la taïga, ne baigne aucune ville importante.

## Hydrométrie - Les débits à Mitchabitchevnik
Le débit du Chtchougor a été observé pendant 53 ans (sur la période 1933 à 1984) à Mitchabitchevnik, petite localité située à 40 kilomètres de son confluent avec la Petchora. 
Le débit interannuel moyen ou module observé à Mitchabitchevnik sur cette période était de 250 m3/s pour une surface de drainage étudiée de 9 220 km2, soit plus ou moins 95,5 % de la totalité du bassin versant de la rivière qui compte 9 660 km2.
La lame d'eau écoulée dans le bassin atteint ainsi le chiffre de 856 millimètres par an, ce qui doit être considéré comme très élevé, et constitue un record en Russie d'Europe, lié aux précipitations abondantes arrosant le versant nord-ouest de l'Oural. 
Le débit moyen mensuel observé en février (minimum d'étiage) est de 24,1 m3/s, soit moins de 2,5 % du débit moyen du mois de juin (1 046 m3/s), ce qui souligne l'amplitude fort élevée des variations saisonnières. Les écarts de débit mensuel peuvent être encore plus marqués d'après les années : sur la durée d'observation de 53 ans, le débit mensuel minimal a été de 9,37 m3/s en mars 1939, tandis que le débit mensuel maximal s'élevait à 1 860 m3/s en juin 1972, soit plus que le débit du Rhône à Arles, en fin de parcours.
En ce qui concerne la période estivale, libre de glaces (de juin à septembre inclus), le débit minimal observé a été de 82,6 m3/s en août 1937, ce qui restait plus que confortable.  